# Shirley (série littéraire)
Pour les articles homonymes, voir Shirley.
Shirley (nom original : Shirley Flight, Air Hostess) est une série littéraire britannique de quinze romans pour la jeunesse écrite par l'auteur britannique Edward Home-Gall (1896-1974).
En France, quinze romans sur seize ont été publiés de 1962 à 1973 par les éditions ODEJ dans la Collection Spirale. La série n'est plus éditée en France depuis 1973.

## L'auteur
À l'étranger, la série Shirley a paru sous le nom d'auteur de Judith Dale - pseudonyme d'Edward Home-Gall - puis sous le nom de Trudi Arlen, second écrivain de la série.

## Thème de la série
Shirley est une hôtesse de l'air anglaise de la Transcontinental Air Lines. Le lecteur suit ses aventures, depuis sa formation à l'école d'hôtesses de l'air jusqu'aux aventures qu'elle vit au cours des divers vols.
Sa meilleure amie, Wendy Moreland, une rousse spontanée, travaille pour la même compagnie aérienne. Les autres personnages récurrents sont : le commandant de bord Morley Clifford et le copilote Tony Luckworth, lequel est amoureux de Shirley.

## Liste des titres parus
Note : la 1re date est celle de la 1re édition française. Les huit premiers titres de la série ne possédant pas d'indication de copyright, leur année de publication est donc inconnue.
- 1962 : Shirley, hôtesse de l'air (Shirley Flight, air hostess) — Illustré par Vanni Tealdi. Traduit par Lola Tranec.
- 1962 : Shirley et l'Affaire du diamant (The Diamond Smugglers) — Illustré par Vanni Tealdi. Traduit par Lola Tranec.
- 1963 : Shirley et le Rébus chinois (Chinese Puzzle, 1961) — Illustré par Vanni Tealdi. Traduit par Lola Tranec.
- 1963 : Shirley dans les fjords norvégiens (Fjord Adventure, 1960) — Illustrations de Vanni Tealdi. Traduit par Lola Tranec.
- 1963 : Shirley et la Fille du Rajah (The Rajah's Daughter) — Illustré par Vanni Tealdi. Traduit par Lola Tranec.
- 1964 : Shirley chez les Pygmées (Congo Rescue) — Illustré par Daniel Dupuy. Traduit par Lola Tranec.
- 1965 : Shirley et le Mannequin Carol (Flying Jet) — Illustré par Daniel Dupuy. Traduit par Lola Tranec.
- 1966 : Shirley au Canada (In canadian capers) — Illustré par Vanni Tealdi. Traduit par Françoise Costerousse.
- 1967 : Shirley et le Mystère des lingots d'or (The Great Bullion Mystery) — Illustré par Vanni Tealdi. Traduit par Liliane Princet.
- 1968 : Shirley dans la tempête (Storm Warning, 1961) — Illustré par Vanni Tealdi. Traduit par Liliane Princet.
- 1969 : Shirley et la Mystérieuse Mona (Shirley's troublesome trainee) — Illustré par Vanni Tealdi. Traduit par Olivier Tessa.
- 1970 : Shirley à Hollywood (In Hollywood) — Illustré par Vanni Tealdi. Traduit par Sylvette Brisson-Lamy.
- 1971 : Shirley et la Reine du fandango (Shirley in Spain) — Illustré par Daniel Dupuy. Traduit par Sylvette Brisson-Lamy.
- 1971 : Shirley et les Écumeurs de la prairie (The Flying Doctor) — Illustré par Daniel Dupuy. Traduit par Sylvette Brisson-Lamy.
- 1973 : Shirley et les Naufragés du Pacifique (Pacific Castaways, 1960) — Illustré par Daniel Dupuy. Traduit par Sylvette Brisson-Lamy.
- Desert Adventure, inédit en France.

## Commentaire
Une série quasi identique est parue aux États-Unis de 1947 à 1964 : Vicki Barr (deux titres sur seize ont paru en France). L’héroïne y est également hôtesse de l'air. La série britannique Shirley s'en serait-elle inspirée ? (voir le site consacré à Vicki Barr)

## Parution en bande dessinée
- 1972 à 1977 : bandes dessinées en petit format chez Artima.